# Diamante do Norte
Diamante do Norte é um pequeno município brasileiro do estado do Paraná, microrregião de Paranavaí. O seu município tem 250 km² e uma população de 5.668 habitantes.